# Iaia de Cícico
Iaia de Cícico, también llamada Marcia, fue una pintora griega que vivió en tiempos de Marco Terencio Varrón (116-27 a. C.).
Nacida en Cícico aunque residente en Roma, fue una pintora famosa en tabla y grabadora en marfil.

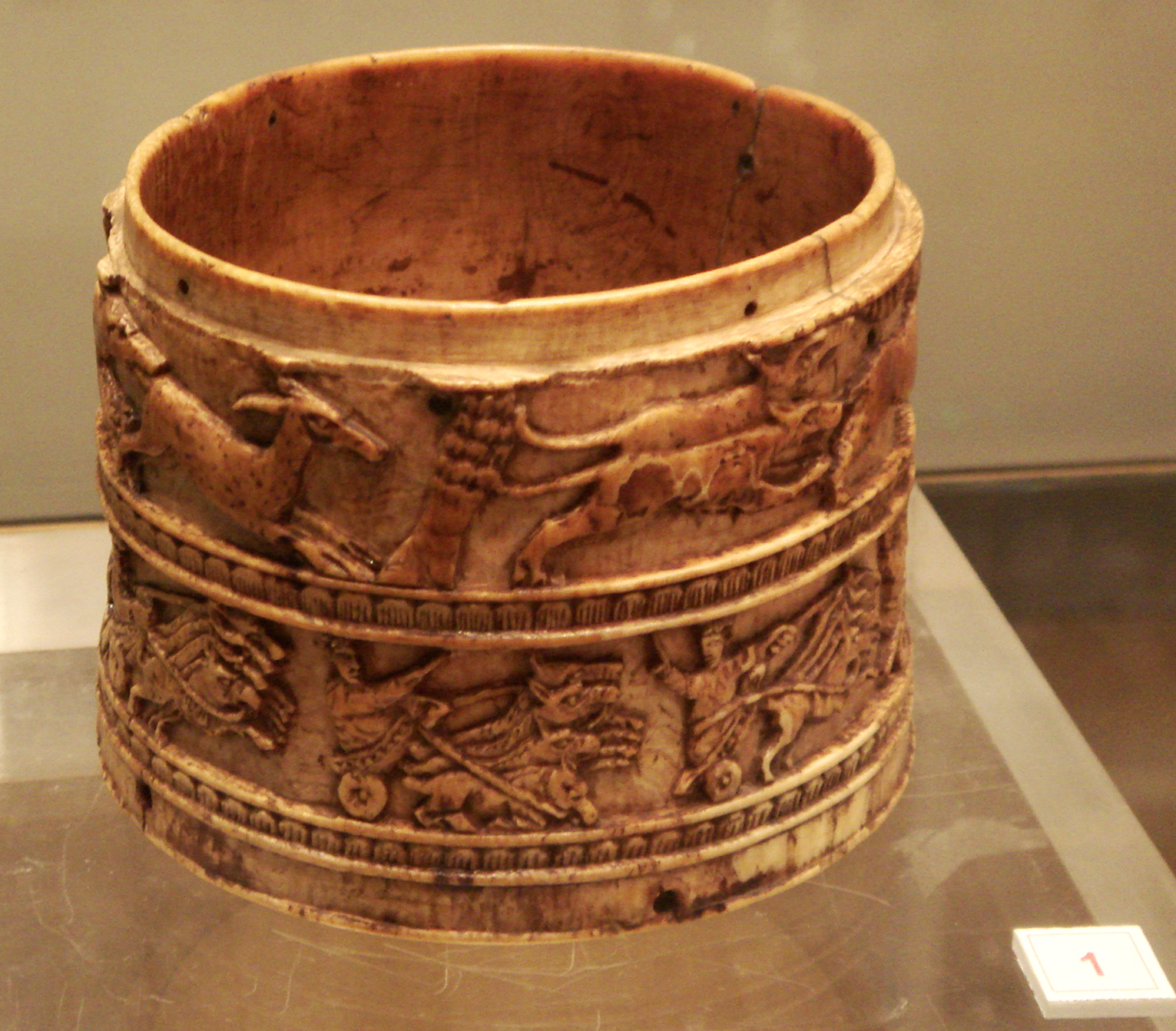
Grabado romano en marfil; no está atribuido a Iaia.

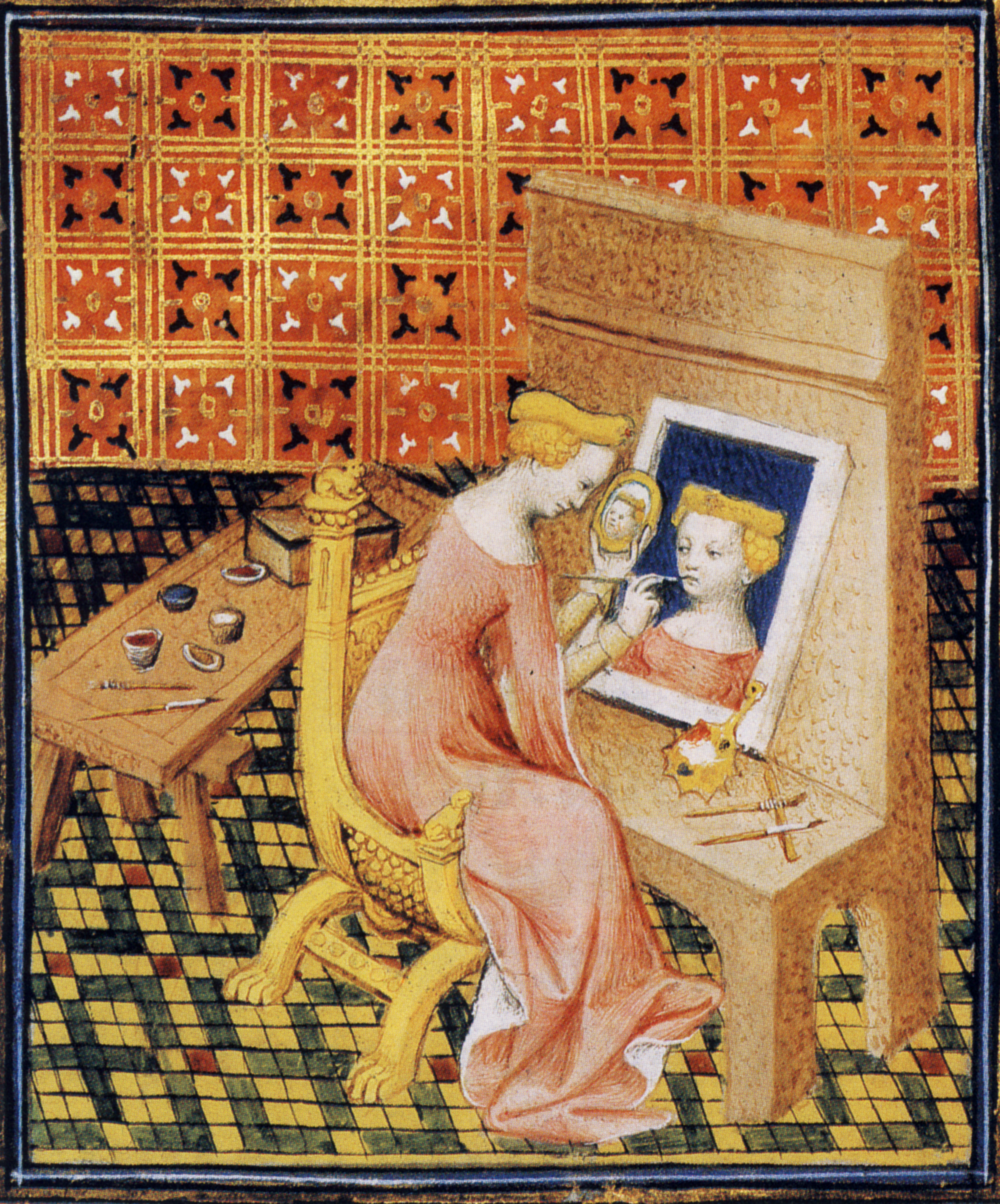
Miniatura de una edición del siglo XV de la obra de Boccaccio De claris mulieribus: Iaia pintando su autorretrato.

Se dice que la mayoría de sus pinturas trataban sobre mujeres. Entre los cuadros descritos de ella había una tabla grande, en Nápoles, el cuadro de una anciana y un autorretrato. Era conocida por trabajar más rápido y pintar mejor que sus competidores masculinos, Sopolis y Dionysius, lo cual le habilitó ganar más que ellos. Iaia permaneció soltera toda su vida.
Es una de las seis artistas de la Antigüedad nombradas por Plinio en su Historia Natural (XL.147-148) publicada en el año 77 d. C.: Timarete, Irene, Calipso, Aristarete, Iaia y Olimpia. Las seis fueron nombradas más tarde por Boccaccio en su De mulieribus claris. A Iaia la llama Marcia, nombre con el que también es conocida.